# Moliwe
Moliwe ist eine Kleinstadt im Hinterland des Golfs von Guinea im Département Fako in der Region Sud-Ouest Kameruns.

## Geographie
Der Ort liegt an der in Ost-West-Richtung verlaufende Nationalstrasse 3 neun Kilometer östlich von Limbé und etwa 13 Kilometer westlich von Tiko. Der Ombe, ein Nebenfluss des Bimbia, verläuft durch den Ort.

## Geschichte
Während der deutschen Kolonialzeit war Moliwe ein Pflanzungsort südöstlich des Kamerunbergs. Die Plantagen der Moliwe-Pflanzungsgesellschaft erstreckten sich bis zum Mungo und bedeckten 14.000 ha. Gepflanzt wurde Kakao, Kautschuk und Bananen. Der Ort war durch die Pflanzungsbahn mit dem Kakaohafen genannten Verladeplatz an der Küste bei Victoria (heute Ortsteil von Limbé) verbunden. Zu dieser Zeit existierten eine deutsche und eine britische Faktorei.